# Віко-Канавезе
Віко-Канавезе (італ. Vico Canavese, п'єм. Vi) — муніципалітет в Італії, у регіоні П'ємонт,  метрополійне місто Турин.
Віко-Канавезе розташоване на відстані близько 560 км на північний захід від Рима, 50 км на північ від Турина.
Населення — 856 осіб (2014).
Щорічний фестиваль відбувається 24 червня. Покровитель — святий Іван Хреститель.

## Демографія
Населення за роками:

Станом на 31 грудня 2014 року в муніципалітеті офіційно проживало 45 іноземців з 12 країн, серед них 29 громадян країн Євросоюзу та 6 громадян України.

## Сусідні муніципалітети
- Аліче-Суперіоре
- Броссо
- Шампорше
- Лессоло
- Меульяно
- Понбозе
- Куїнчинетто
- Руельйо
- Траузелла
- Траверселла
- Вальпрато-Соана